# Comuna Zlatoustivka, Krîvîi Rih
Zlatoustivka (în ucraineană Златоустівка) este o comună în raionul Krîvîi Rih, regiunea Dnipropetrovsk, Ucraina, formată din satele Andrusivka, Kameanske, Novohrîhorivka și Zlatoustivka (reședința).

## Demografie
Componența lingvistică a satului Zlatoustivka
     Ucraineană (95,19%)
     Rusă (4,54%)
     Alte limbi (0,09%)
Conform recensământului din 2001, majoritatea populației satului Zlatoustivka era vorbitoare de ucraineană (95,19%), existând în minoritate și vorbitori de rusă (4,54%).